# Studio Palette
Studio Palette Co., Ltd. (株式会社studioぱれっと Kabushiki gaisha Suteyūdio Paretto?) es un estudio de animación japonés con sede en Suginami, Tokio.

## Historia
El estudio fue establecido en febrero de 2018 por Yuki Saito, quien trabajó como productor en Fuushio Studio después de producir en Madhouse. Al mismo tiempo, asumió el control del negocio de la empresa y funciona efectivamente como su sucesora de trabajo.

## Trabajos

### Series de televisión
| Año  | Título                                                                     | Director(es)    | Fecha de primera transmisión | Fecha de última transmisión | Eps. | Nota(s) | Refs.       |
| ---- | -------------------------------------------------------------------------- | --------------- | ---------------------------- | --------------------------- | ---- | --- | ----------- |
| 2018 | Shonen Ashibe GO! GO! Goma-chan                                            | Nobuhiro Kondo  | 3 de abril de 2018           | 26 de febrero de 2019       | 32   | Coproducido con Shin-Ei Animation.                                                                             | [ 3 ]       |
| 2021 | Sekai Saikō no Ansatsusha, Isekai Kizoku ni Tensei Suru                    | Masafumi Tamura | 6 de octubre de 2021         | 22 de diciembre de 2021     | 12   | Adaptación de las novelas ligeras escritas por Rui Tsukiyo e ilustradas por Reia. Coproducido con Silver Link. | [ 4 ]       |
| 2023 | Kaminaki Sekai no Kamisama Katsudō                                         | Yuki Inaba      | 6 de abril de 2023           | 6 de julio de 2023          | 12   | Adaptación del manga escrito por Aoi Akashiro e ilustrado por Sonshō Hangetsuban.                              | [ 5 ]       |
| 2024 | Kono Sekai wa Fukanzen Sugiru                                              | Kei Umabiki     | 6 de julio de 2024           | 28 de septiembre de 2024    | 13   | Adaptación del manga escrito e ilustrado por Masamichi Sato. Coproducido con 100studio.                        | [ 6 ] [ 7 ] |
| 2024 | Kimi to Boku no Saigo no Senjō, Arui wa Sekai ga Hajimaru Seisen Season II | Yuki Inaba      | 11 de julio de 2024          | 26 de junio de 2025         | 12   | Secuela de Kimi to Boku no Saigo no Senjō, Arui wa Sekai ga Hajimaru Seise. Coproducción junto a Silver Link.  | [ 8 ] [ 9 ] |

### Cooperación de producción
| Año  | Título                                                                        | Contratista de producción | Nota(s)           |
| ---- | ----------------------------------------------------------------------------- | ------------------------- | ----------------- |
| 2020 | Itai no wa Iya nano de Bōgyoryoku ni Kyokufuri Shitai to Omoimasu.            | Silver Link               | Episodio 9        |
| 2020 | Crayon Shin-chan                                                              | Shin-Ei Animation         |                   |
| 2020 | Oshiri Tantei                                                                 | Toei Animation            | Episodio 43       |
| 2020 | Otome Game no Hametsu Flag Shika Nai Akuyaku Reijō ni Tensei Shiteshimatta... | Silver Link               | Episodio 10       |
| 2020 | Maō Gakuin no Futekigōsha                                                     | Silver Link               | Episodios 5 y 10  |
| 2020 | Deca-Dence                                                                    | NUT                       | Episodio 9        |
| 2020 | Yu-Gi-Oh! Sevens                                                              | Bridge                    | Episodios 17 y 29 |
| 2021 | World Trigger Second Season                                                   | Toei Animation            | Episodio 5        |
| 2021 | Non Non Biyori                                                                | Silver Link               | Episodios 5 y 9   |
| 2021 | Shūmatsu no Valkyrie                                                          | Graphinica                | Episodio 11       |